# Adèle de Ponthieu (?-1251)
Pour les articles homonymes, voir Adèle de Ponthieu.
Adèle de Ponthieu (? - 15 novembre 1251) est une noble française.
Elle est fille de Jean Ier de Ponthieu et de Béatrice de Campdavaine (elle-même fille de Anselme de Campdavaine, comte de Saint-Pol, et d'Eustachie de Champagne).
Elle est sœur de Marguerite de Ponthieu, Hélène de Ponthieu, et Guillaume III, comte de Ponthieu et de Montreuil.
Elle est femme de Thomas, seigneur de Saint-Valery.
Elle est la mère d'Aénor de Saint-Valery, qui maria en 1210 Robert III de Dreux.
Parmi sa descendance innombrable, on compte : George Ier de Grande-Bretagne, Ferdinand Ier de Navarre, Winston Churchill, Margrethe II,  Général Pierpont Hamilton, Otto von Bismarck, Manfred von Richthofen (le Baron Rouge),.